# Milena Honzíková
Milena Honzíková, rodným jménem Milena Bláhová (28. listopadu 1925, Praha – 22. srpna 2001, Praha) byla česká partyzánka, spisovatelka, literární historička, kulturní publicistka, dramaturgyně, překladatelka, scenáristka a vysokoškolská pedagožka. Byla také manželkou překladatele a literárního historika Jiřího Honzíka.
Studovala na jihlavském gymnáziu, její středoškolské studium přerušila druhá světová válka, během níž byla v letech 1941 až 1942 nacisty vězněna. Po propuštění působila až do konce války v partyzánské skupině. Střední školu dokončila maturitou v roce 1945. Poté následovala studia na Filosofické fakultě Univerzity Karlovy, kde v roce 1949 obhájila doktorát filosofie. Jako předsedkyně fakultního akčního výboru byla v roce 1949 členkou hlavní disciplinární na FF UK zodpovědné za provádění třídní čistky mezi studenty fakulty. Profesně působila na akademické půdě a dramaturgicky se podílela na divadelní a filmové tvorbě. Mezi roky 1948 a 1970 byla členkou KSČ, do 60. let působila v nižších stranických funkcích a pracovala v podpůrném aparátu státní moci. Později byla ze strany vyškrtnuta, došlo k zamítnutí její habilitace a nucenému odchodu z Filozofické fakulty UK.

## Rodina a dětství
Dětství prožila v Jihlavě. Její otec byl lékař, přední činovník Československé obce sokolské a pozdější politik Československé sociální demokracie František Bláha (1896-1979). Matka Františka Bláhová, rozená Chmelová (1901-1974) byla absolventkou obchodní školy, cvičitelka Sokola v Jihlavě a později rozhodčí a zapisovatelka v oddílech sportovní gymnastiky. Milena Honzíková v letech 1931-1936 navštěvovala obecnou školu v Jihlavě, po které tamtéž studovala reformní reálné gymnázium. Po uzavření gymnázia v roce 1941 odešla do Prahy k rodině sestřenice svého otce. Studovala tu francouzštinu, angličtinu a němčinu. V té době byl její otec za svoji činnost vězněn v koncentračním táboře Dachau. Na jaře 1942 byla v Praze po udání zatčena gestapem i ona. Byla propuštěna, ale při heydrichiádě ji opět zatkli a do konce roku 1942 věznili v Táboře.

## Partyzánská činnost
Po zotavení byla Milena Honzíková nasazena do jihlavské výtopny, kde prostřednictvím dvou železničářů získala kontakt na oddíly partyzánů. Na podzim roku 1944 se dostala do kontaktu s partyzánskou jednotkou Jermak, která od konce září 1944 působila v oblasti Českomoravské vrchoviny, a v níž Honzíková bojovala jako zdravotnice a spojka. V dubnu 1945 se například účastnila poškození mostu a vyhození do povětří německého vojenského vlaku u Helenína. Dle oficiálních údajů v jednotce působila do 9. 5. 1945 (celkem 4 měsíce a 9 dní). 13. května 1946 jí prezident republiky Edvard Beneš udělil medaili Za chrabrost.

## Studium
- 1945 maturita na reálném gymnáziu v Jihlavě
- 1945-1949 studium na Filozofické fakultě UK (zejm. slovanská literatura a české dějiny). Studium ukončeno doktorátem s prací s názvem "Dítě v díle F. M. Dostojevského"

## Profesní dráha
- 1945 pracovala v předsednictvu Sdružení československých partyzánů a Svazu vysokoškolského studentstva
- 1948–1949 předsedkyně fakultního akčního výboru Národní fronty a členka fakultního výboru KSČ na Filozofické fakultě UK (od roku 1948 členka KSČ)
- 1949–1959 referentka a později vedoucí kulturního oddělení Kanceláře prezidenta republiky (za Klementa Gottwalda, Antonína Zápotockého a krátce za Antonína Novotného)
- 1954–1957 externí učitelka na jedenáctileté střední škole v Praze-Břevnově, externí aspirantka na Vysoké škole pedagogické v Praze (školitel Felix Vodička, obor česká literatura)
- 1958–1976 dramaturgyně Filmového studia Barrandov (tvůrčí skupina J. Faix - J. Brož), spolupracovala např. se Zdeňkem Podskalským, Evaldem Schormem, Jánem Kádárem a Elmarem Klosem
- 1958–1963 odborná asistentka na katedře české a slovenské literatury Filozofické fakulty Univerzity Karlovy, v roce 1960 tu obhájila kandidátskou práci
- 1963–1966 vyučovala bohemistiku v Itálii v Instituto universario orientale v Neapoli a na Facolta di lettere v Římě
- 1966–1976 odborná asistentka na katedře české a slovenské literatury Filozofické fakulty Univerzity Karlovy
- 1976–2001 působila v Laterně magice jako lektorka, od 1985 jako dramaturgyně
- 1990–1992 externě přednášela na Filozofické fakultě UK

## Dílo

### Beletrie a práce o literatuře
- 1946 Bojovala jsem (paměti, vydáno pod rodným jménem Milena Bláhová)
- 1953 Jiří Wolker (popularizační studie)
- 1962 A když byl čas
- 1967 Život po italsku (cestopis)
- 1968 Ohlédnutí
- 1971 Julius Zeyer a Vilém Mrštík, dvě možnosti moderní české prózy
- 1980 Naplněný čas života (pod pseudonymem Miloslav Chmela)
- 2003 Dopis zmizelému

### Učebnice a studijní texty
- 1950 Čítanka pro 4. třídu gymnázií, společně s dalšími autory
- 1950 Z literatury naší vlasti (výbor české literatury 19. a 20. století, společně s J. Pfefferovou a F. Nečáskem)
- 1950 S. K. Neumann: Ve jménu života, radosti a krásy
- 1952 S. K. Neumann; Jiří Wolker – úvod do studia jeho poezie (instruktivní materiály ČSM)
- 1954 J. Wolker: Z díla
- 1972 Antologie české poezie 20. století 1, 2 (skripta s J. Nejedlou)
- 1977 V. Mrštík: Okouzlené putování
- 1990 J. Svoboda: Tajemství divadelního prostoru (i literární spolupráce)

### Překlady

#### z italštiny
- Cassola, Carlo: Učitelka (La maestra; P, Světová literatura, 6/1967)
- Malaparte, Curzio: Oběd u generála Clarka ([neuvedeno], P [z knihy La pelle], Host do domu, 3/1967)

#### ruštiny
- Paděrin, Ivan: Hlavním směrem (Na glavnom napravlennii; LF, Praha, Naše vojsko 1952, + Jiří Honzík)
- Panova /Panovová/, Vera: Souputníci (Sputniki; N, Praha, Mladá fronta 1949)

### Laterna Magika (dramaturgie)
- 1975 Láska v barvách karnevalu
- 1977 Kouzelný cirkus
- 1979 Sněhová královna
- 1981 Noční zkouška
- 1982 Jednoho dne v Praze
- 1983 Černý mnich
- 1983 Žvanivý slimejš
- 1987 Vivisekce
- 1987 a 1993 Odysseus
- 1990 Minotaurus
- 1992 Hra o kouzelné flétně
- 1996 Casanova
- 1996 Hádanky
- 2000 Past